# Héroe nacional
Un héroe nacional es un tipo de héroe vinculado a una determinada nación y que sirve para facilitar la identificación colectiva y la transferencia de un determinado mensaje ideológico. Presentes en nombres de calles y en monumentos y esculturas desperdigadas por las ciudades, se les atribuye una intensa carga emocional.
En España, en la construcción de la identidad nacional, se crearon héroes por ejemplo a partir de la Guerra de la Independencia, a la que se considera un «mito fundacional», con el fin de servir de referencia para la «identificación colectiva», como por ejemplo El Empecinado o Daoiz y Velarde. Ejemplos adicionales en esta nación de este tipo de héroes, reivindicados por unos u otros, serían personajes relacionados con la Reconquista como Pelayo, el Cid Campeador, Guzmán el Bueno, Fernando III el Santo y los Reyes Católicos, además de otros personajes históricos como Viriato, Juan Padilla, Blas de Lezo, y Amaro Pargo o, incluso, «el pueblo anónimo».
Se le ha llegado a oponer la figura de «anti-héroe nacional», del que Germán Carrera Damas, en un contexto venezolano, lista como ejemplo a una serie de figuras como Antonio Guzmán Blanco, Cipriano Castro, Juan Vicente Gómez, Eleazar López Contreras, Isaías Medina Angarita, Marcos Pérez Jiménez y Hugo Chávez, a los que contrasta con la figura heroica de Simón Bolívar.
En Ucrania, uno de los políticos que han gozado de esta calificación es Stepán Bandera, si bien su aceptación ha oscilado entre ambos extremos, ya que durante la etapa soviética su figura fue intensamente vilipendiada. El héroe nacional indiscutible de Ucrania es Bogdán Jmelnitski. Otros ejemplos de héroes nacionales son Juan Santamaría en Costa Rica,, Victoriano Lorenzo en Panamá, José de San Martín en Argentina, José Artigas en Uruguay, Túpac Amaru en Perú, Joaquim José da Silva Xavier en Brasil, José Rizal en Filipinas y José Martí en Cuba, Bernardo O'Higgins, José Miguel Carrera, Manuel Rodríguez, Arturo Prat y Manuel Baquedano en Chile.[cita requerida]